# Carex composita
Espèce
Classification phylogénétique
Carex composita est une espèce de plantes du genre Carex et de la famille des Cyperaceae.